# Torpedo Run
Torpedo Run é um filme de guerra estadunidense dirigido por Joseph Pevney e estrelado por Glenn Ford. Foi lançado em 23 de outubro de 1958 pela Metro-Goldwyn-Mayer.

## Elenco
- Glenn Ford ...Tenente Comandante Barney Doyle
- Diane Brewster ...Jane Doyle
- Ernest Borgnine ...Tenente Comandante Archer "Archie" Sloan
- Philip Ober ...vice-almirante Samuel Setton
- Richard Carlyle ...Comandante Don Adams
- Dean Jones ...Tenente Jake "Fuzz" Foley
- Robert Hardy ...Tenente Redley (R.N.)
- Paul Picerni ...Tenente Burt Fisher
- Don Keefer ...alferes Ron Milligan
- L. Q. Jones ..."Hash" Benson
- Fredd Wayne ...Orville "Goldy" Goldstein